# マンハッタン・トランスファー
マンハッタン・トランスファー（The Manhattan Transfer）は、アメリカ合衆国のジャズ・コーラス・グループ。男女各2人による4人編成。卓越したボーカル技術とハーモニーを持ちながらも親しみやすい音楽性でポップ分野でも人気を博している。

## 来歴
1969年に結成されるが、1971年にいったん解散する。
1973年にティム・ハウザーをリーダーとして、アラン・ポール、ジャニス・シーゲル、ローレル・マッセーの4人で再結成される。ベット・ミドラーに認められ、1975年にデビュー・シングル「Operator」を発表する。1976年発売のカバー曲「タキシード・ジャンクション」で注目を集め、幅広いレパートリーと卓越したハーモニーとで人気を博する。
1979年に交通事故で大けがをしたマッセーに代わって、シェリル・ベンティーンが正式加入した。同年、テレビ番組『トワイライト・ゾーン』の同名テーマ曲をジェイ・グレイドンのプロデュースでディスコ調にカバーし、これがヒットしたことで広く注目を浴びるようになる。
1981年にはウェザー・リポートのカバー曲「バードランド」で第23回グラミー賞の最優秀ジャズ・フュージョン・ボーカル賞とボーカル編曲賞を受賞する。なお、1982年にはライブでウェザー・リポートとの共演も行っている。
1982年には「ボーイ・フロム・N.Y. City」がポップチャートでも大ヒットし、第24回グラミー賞の最優秀ジャズ・ボーカル賞など3部門で受賞した。その後も1984年、1986年、1989年、1992年にグラミーの主要な賞を獲得している。
日本では1977年に伊勢丹のCMソングとして、「女王陛下のお買い物」（作詞：伊藤アキラ、作曲：樋口康雄）をSKIP ISHII PRODUCTION （ハリウッド）が制作し、これに続き1980年代前半にサントリーブランデーのCMに出演した。頻繁に来日公演を行っており、特に2000年からは毎年来日している。来日公演のライブ盤や日本限定盤もいくつかリリースしている。

## メンバー

### 現在のメンバー
メンバー4人はそれぞれソロでも活動している。
- アラン・ポール（Alan Paul 1949年11月23日 - ）
- ジャニス・シーゲル（Janis Siegel 1952年7月23日 - ）
シェリルに次いでソロ活動が活発。
- シェリル・ベンティーン（Cheryl Bentyne 1954年1月17日 - ）
10代初めの頃から歌手活動を行っている。1979年に加入。
- トリスト・カーレス（Trist Curless 1971年5月28日 - ）
アカペラ・グループのm-pact （英語版）で歌っていた。2014年に加入。[3]

### 旧メンバー
- ティム・ハウザー（Tim Hauser 1941年12月12日 - 2014年10月16日）
グループの創設者でありリーダーであった。2014年10月16日、死去[4][5]。72歳没。
- ローレル・マッセー（Laurel Massé 1951年12月29日 - ）
1972年のグループ再編時からのメンバーで、1979年に交通事故に遭いグループを脱退したが、1980年代中期には音楽活動を再開した[6]。

## 受賞歴
- 第22回グラミー賞（1979年分） "Birdland" 最優秀ボーカル編曲（グループ） Janis Siegel（『エクステンションズ』 所収）
- 第22回グラミー賞（1979年分） "Birdland" 最優秀ジャズ・フュージョン・パフォーマンス（『エクステンションズ』 所収）
- 第23回グラミー賞（1980年分） "Boy from New York City" 最優秀ポップ・パフォーマンス（デュオ／グループ、ボーカルあり）（『モダン・パラダイス』 所収）
- 第23回グラミー賞（1980年分） "A Nightingale Sang in Berkeley Square" 最優秀ボーカル編曲（グループ） Gene Puerling（『モダン・パラダイス』 所収）
- 第23回グラミー賞（1980年分） "Until I Met You (Corner Pocket)" 最優秀ボーカル・パフォーマンス（グループ）（『モダン・パラダイス』 所収）
- 第24回グラミー賞（1981年分） "Route 66" 最優秀ボーカル・パフォーマンス（グループ）（シングル盤）
- 第25回グラミー賞（1982年分） "Why Not! (Manhattan Carnival)" 最優秀ボーカル・パフォーマンス（グループ）（『アメリカン・ポップ』 所収）
- 第28回グラミー賞（1985年分）『ヴォーカリーズ』 - Vocalese 最優秀ボーカル・パフォーマンス（グループ）
- 第28回グラミー賞（1985年分） "Another Night in Tunisia" 最優秀ボーカル編曲（グループ） Bobby McFerrin and Cheryl Bentyne, performed by The Manhattan Transfer（（『アンソロジー』所収））
- 第31回グラミー賞（1988年分） 『ブラジル』 - Brasil 最優秀ポップ・パフォーマンス（デュオ／グループ、ボーカルあり）
- 第34回グラミー賞（1991年分） "Sassy", 最優秀コンテンポラリー・ジャズ・アルバム（インストゥルメンタル）（『オフビート・アベニュー』 - The Offbeat of Avenues 所収）
- 1998年 Vocal Group Hall of Fame

## ディスコグラフィ

### スタジオ・アルバム
- 『ジューキン! マンハッタン・トランスファー・デビュー』 - Jukin' (1971年、Capitol)
- 『マンハッタン・トランスファー・デビュー!』 - The Manhattan Transfer (1975年、Atlantic)
- 『華麗なる開花』 - Coming Out (1976年、Atlantic)
- 『ニューヨーク・エッセンス』 - Pastiche (1978年、Atlantic)
- 『エクステンションズ』 - Extensions (1979年、Atlantic)
- 『モダン・パラダイス』 - Mecca for Moderns (1981年、Atlantic)
- 『アメリカン・ポップ』 - Bodies and Souls (1983年、Atlantic)
- 『バップ・ドゥー・ワップ』 - Bop Doo-Wop (1984年、Atlantic)
- 『ヴォーカリーズ』 - Vocalese (1985年、Atlantic)
- 『ブラジル』 - Brasil (1987年、Atlantic)
- 『オフビート・アベニュー』 - The Offbeat of Avenues (1991年、Columbia) ※『オフ・ビート・アヴェニュー』の表記もある
- 『ザ・クリスマス・アルバム』 - The Christmas Album (1992年、Columbia)
- The Manhattan Transfer Meets Tubby the Tuba (1994年、Summit)
- 『カヴァーズ』 - Tonin' (1995年、Atlantic)
- 『スウィング』 - Swing (1997年、Atlantic)
- 『スピリット・オブ・セントルイス (サッチモに捧ぐ)』 - The Spirit of St. Louis (2000年、Atlantic)
- 『ヴァイブレート』 - Vibrate (2004年、Telarc)
- 『アカペラ・クリスマス』 - An Acapella Christmas (2005年、King)
- 『ザ・シンフォニー・セッションズ』 - The Symphony Sessions (2006年、Rhino)
- 『チック・コリア ソングブック』 - The Chick Corea Songbook (2009年、Four Quarters Entertainment)
- 『ザ・ジャンクション』 - The Junction (2018年、BMG)

### ライブ・アルバム
- 『ライヴ』 - Live (1978年、Atlantic)
- 『ヴォーカリーズ・ライヴ』 - Live (1987年、Atlantic)
- 『マン–トラ! マンハッタン・トランスファー・ライヴ・イン・トーキョー』 - Man-Tora! Live in Tokyo (1996年、East West Japan)[7]
- 『ライヴ・イン・ジャパン!〜クドゥント・ビー・ホッター』 - Couldn't Be Hotter (2003年、Telarc)
- The Summit - Live On Soundstage (2018年、BMG) ※with TAKE 6

### コンピレーション・アルバム
- 『ベスト・オブ・マンハッタントランスファー』 - The Best of The Manhattan Transfer (1981年、Atlantic)
- 『アンソロジー』 - Anthology: Down in Birdland (1992年、Atlantic)
- 『ベリー・ベスト・オブ・マンハッタン・トランスファー』 - The Very Best of the Manhattan Transfer (1994年、Atlantic)
- Boy from New York City and Other Hits (1997年、Flashback)
- 『ザ・ディフィニティヴ・ポップ・コレクション』 - The Definitive Pop Collection (2006年、Rhino)

### EP
- 『シーズ・ザ・モスト』 - She's The Most (1994年、Sony) ※日本限定盤
- Let's Hang On (1995年、Atlantic)

### シングル
- "Operator" (1975年)
- 「タキシード・ジャンクション」 - "Tuxedo Junction" (1976年)
- 「シャンソン・ダムール」 - "Chanson D'Amour" (1977年)
- "Don't Let Go" (1977年)
- 「ウォーク・イン・ラヴ」 - "Walk In Love" (1978年)
- "On a Little Street in Singapore" (1978年)
- "Where Did Our Love Go/Je Voulais Te Dire (Que Je T'Attends)" (1978年)
- 「バードランド」 - "Birdland" (1979年)
- "Who What Where When Why" (1979年)
- "I Kiss Your Hand Madam" (1979年)
- 「トワイライト・ゾーン」 - "Twilight Zone/Twilight Tone" (1980年)
- 「トリックル・トリックル」 - "Trickle Trickle" (1980年)
- 「ボーイ・フロム・N.Y. City」 - "The Boy from New York City" (1981年)
- "Smile Again" (1981年)
- 「スパイズ・イン・ザ・ナイト」 - "Spies in the Night" (1982年)
- 「ルート66」 - "Route 66" (1982年)
- 「スパイス・オブ・ライフ」 - "Spice of Life" (1983年)
- 「インディペンデンス」 - "This Independence" (1983年)
- 「アメリカン・ポップ」 - "American Pop" (1983年)
- 「ワンダフル・ドリーム」 - "A Wonderful Dream" (1983年) ※日本限定盤
- "Mystery" (1984年)
- "Baby Come Back to Me (The Morse Code of Love)" (1984年)
- 「レイズ・ロックハウス」 - "Ray's Rockhouse" (1985年)
- 「ソウル・フード・トゥ・ゴー」 - "Soul Food to Go" (1987年)
- "Too Busy Thinking About My Baby" (1995年) ※with フィル・コリンズ